# Corethrella drakensbergensis
Corethrella drakensbergensis är en tvåvingeart som beskrevs av Art Borkent 2008. Corethrella drakensbergensis ingår i släktet Corethrella och familjen Corethrellidae. Inga underarter finns listade i Catalogue of Life.